# WebSub
 (octobre 2016).
Si vous disposez d'ouvrages ou d'articles de référence ou si vous connaissez des sites web de qualité traitant du thème abordé ici, merci de compléter l'article en donnant les références utiles à sa vérifiabilité et en les liant à la section « Notes et références ».
 (novembre 2010).
La forme ressemble trop à un extrait de cours et nécessite une réécriture afin de correspondre aux standards de Wikipédia.
WebSub, ou anciennement PubSubHubbub est un protocole ouvert de publication sur Internet. Ce protocole est une extension des protocoles de syndication de contenu Atom et RSS. L'intérêt principal est de fournir une notification en temps réel des mises à jour. Ce protocole vient pallier la faiblesse des protocoles existants qui oblige les clients à interroger régulièrement le serveur pour récupérer le dernier flux.
En octobre 2017, PubSubHubbub est renommé WebSub pour simplification et clarté et en janvier 2018 le protocole est adopté par le W3C comme recommandation

## Protocole
WebSub fonctionne autour d'auteurs, d'abonnés et des concentrateurs (hubs).
L'abonné récupère normalement le flux Atom ou RSS sur un serveur. Cependant il peut trouver dans le contenu l'adresse d'un concentrateur, dans ce cas il peut souscrire au flux directement sur le concentrateur. Les éditeurs signalent les mises à jour au concentrateur qui se charge d'envoyer une notification et même le contenu de la mise à jour aux lecteurs. Le concentrateur est donc là pour limiter la charge sur le serveur de flux.